# Weimar
Pour les articles homonymes, voir Weimar (homonymie).
Weimar (/ˈvaɪmaɐ̯/) est une ville d'Allemagne, traversée par l'Ilm. Elle se situe dans le Land de Thuringe (en allemand : Thüringen). Sa population est d'environ 65 000 habitants, ce qui en fait la quatrième ville la plus peuplée de Thuringe après Erfurt, Iéna et Gera. Ville aux nombreux monuments historiques, Weimar a été inscrite par l'UNESCO au patrimoine mondial en décembre 1998 et a été nommée capitale européenne de la culture en 1999.

## Géographie
Weimar est traversée par l'Ilm et se situe en marge du bassin de Thuringe à une altitude d'environ 200 mètres.

## Histoire
| Appartenances historiques Comté de Weimar-Orlamünde 1062–1346 Landgraviat de Thuringe 1346–1482 Électorat de Saxe 1482–1547 Duché de Saxe 1547–1572 Duché de Saxe-Weimar 1572–1809 Grand-duché de Saxe-Weimar-Eisenach 1809–1918 Empire allemand 1871–1918 République de Weimar 1918–1933 Reich allemand 1933–1945 Allemagne occupée 1945–1949 République démocratique allemande 1949–1990 Allemagne 1990–présent |

À Ehringsdorf, quartier situé au sud-ouest de la ville, a été trouvé en 1925 un squelette d'une femme d'une vingtaine d'années dont l'ancienneté a été estimée entre 200 000 et 250 000 ans.
Dans une tourbière près de Possendorf, situé au sud de la ville, furent trouvés en 1850 à six mètres de profondeur un chaudron en cuivre ainsi que sept récipients disposés autour de la première pièce. À côté se trouvaient également une figurine anthropomorphe en bois et un squelette humain. Le chaudron fut alors daté d'une periode couvrant les IVe et Ier siècles av. J.-C. Un établissement durable sur le site n'est pas observé et il pourrait s'agit d'un enterrement rituel.
Les premières références historiques à la ville remontent à l'année 899. Le nom de la ville a évolué au fil des siècles de « Wimares » à « Wimari » puis « Wimar » et enfin « Weimar », dérivé de wih en proto-germanique pour signifier sacré et de mar en vieux haut-allemand pour lac, étang ou marais.
Weimar acquit son statut de ville en 1253.
À partir de 1572, elle a été la capitale du duché de Saxe-Weimar, puis du grand-duché de Saxe-Weimar-Eisenach, et ce, jusqu'en 1918.
Dans l'histoire allemande, la période allant de 1919 à 1933 est appelée la république de Weimar, du fait que sa constitution a été rédigée et adoptée à Weimar par l’Assemblée nationale constituante allemande et non à Berlin. En effet, le climat social était insurrectionnel dans le contexte de la révolution allemande de 1918-1919, ce qui rendait la capitale trop dangereuse aux yeux des parlementaires.
Weimar a aussi été le centre du mouvement Bauhaus (écoles d'art et
Haus am Horn). La ville abrite de nombreuses galeries d'art, des musées, le Théâtre national allemand et l'université Bauhaus.
Dès 1937, le régime nazi a créé un camp de concentration près de Weimar, celui de Buchenwald, un petit bois où Goethe aimait se promener. Le 11 avril 1945, la ville fut prise et le camp libéré par des unités de la 3e Armée des États-Unis.

## Patrimoine

### Édifices historiques
- Château de Weimar
- Château du Belvédère
- Théâtre national allemand
- L'hôtel de ville

### Édifices religieux
- Église russe orthodoxe Sainte-Marie-Madeleine.
- Église Saint-Pierre-et-Paul aussi appelée église de Herder.

### Lieux commémoratifs
- Le camp de concentration de Buchenwald
- Monument aux victimes du mois de mars 1920

### Autres édifices
- La bibliothèque de la duchesse Anne-Amélie
- La maison Goethe et le musée national Goethe attenant
- Le Wittumspalais, lieu de vie de la duchesse Anne-Amélie

### Monuments et statues
- Monument à Goethe et Schiller conçu par Ernst Rietschel, inauguré en 1857[4]
- Monument à Karl August
- Monument à Herder
- Monument à Wieland, statue de bronze conçue par Hanns Gasser[4]
- Monument à Liszt, statue grandeur nature en marbre blanc de Carrare, conçue par le sculpteur Hermann Hahn[4]
- Monument à Shakespeare, conçu par Otto Lessing, inauguré en 1904, il s'agit du seul monument à la gloire de Shakespeare en Allemagne[4].

## Galerie

Weimar
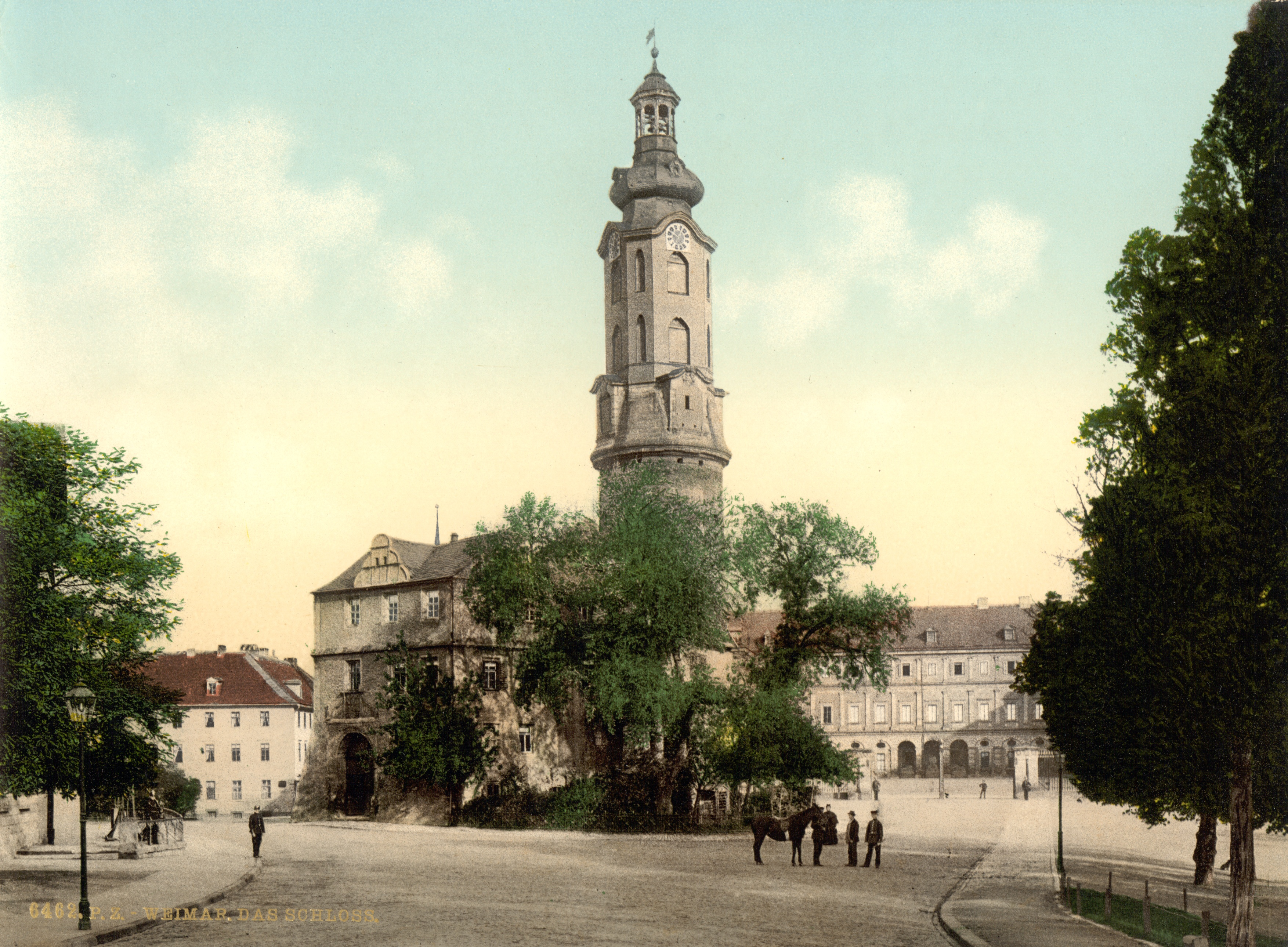
Le château de Weimar
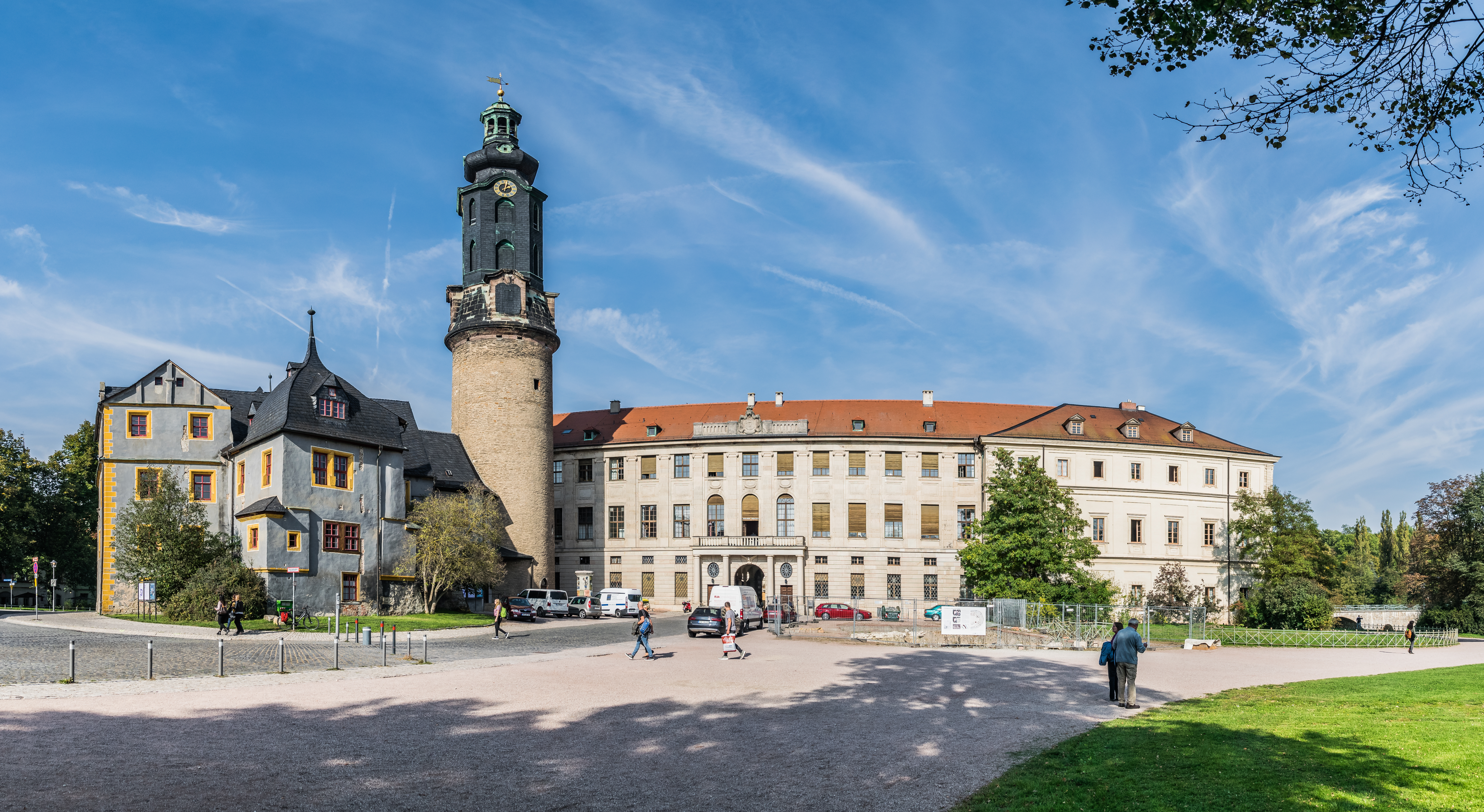
Château résidentiel de Weimar aujourd'hui
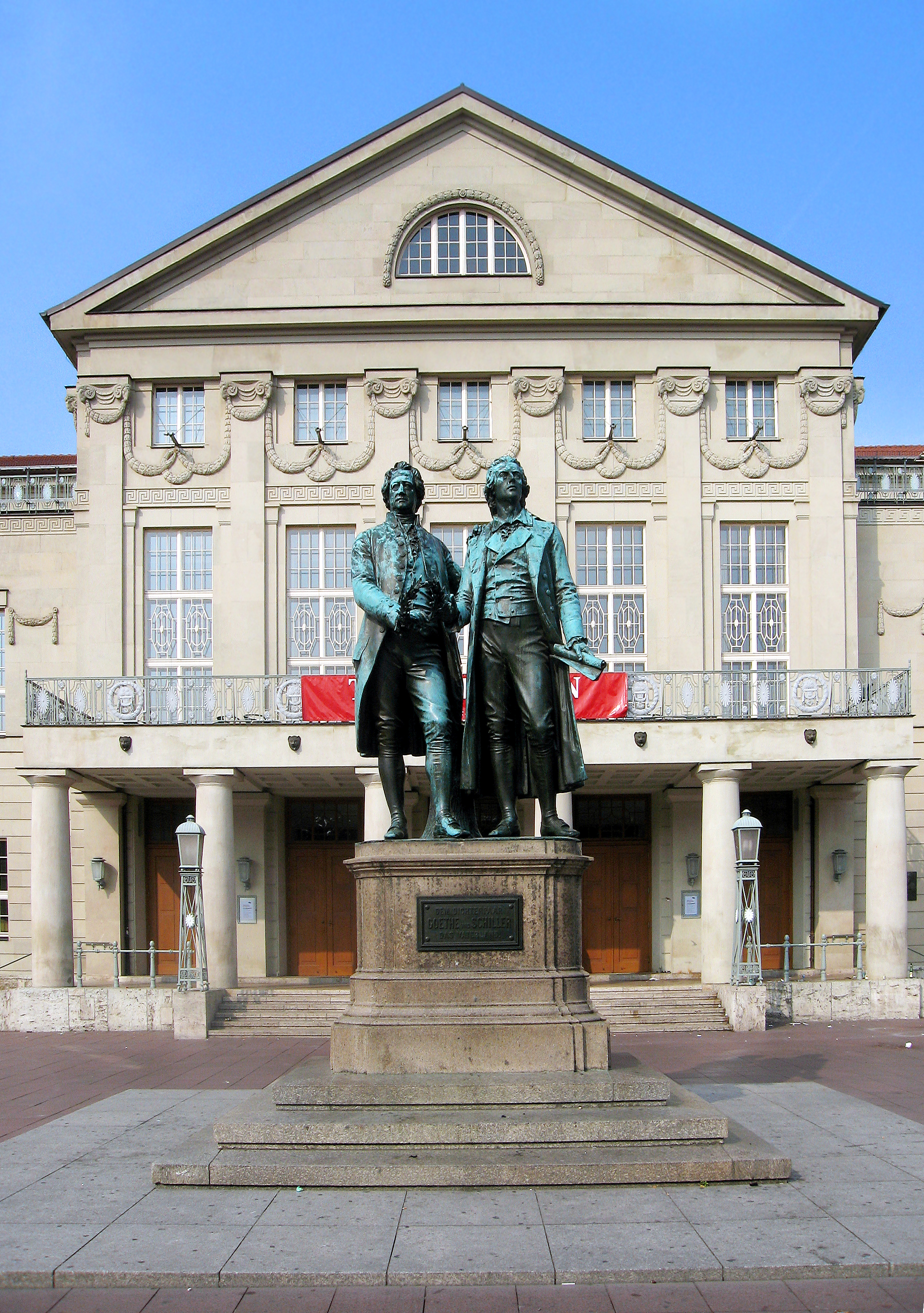
Théâtre national allemand
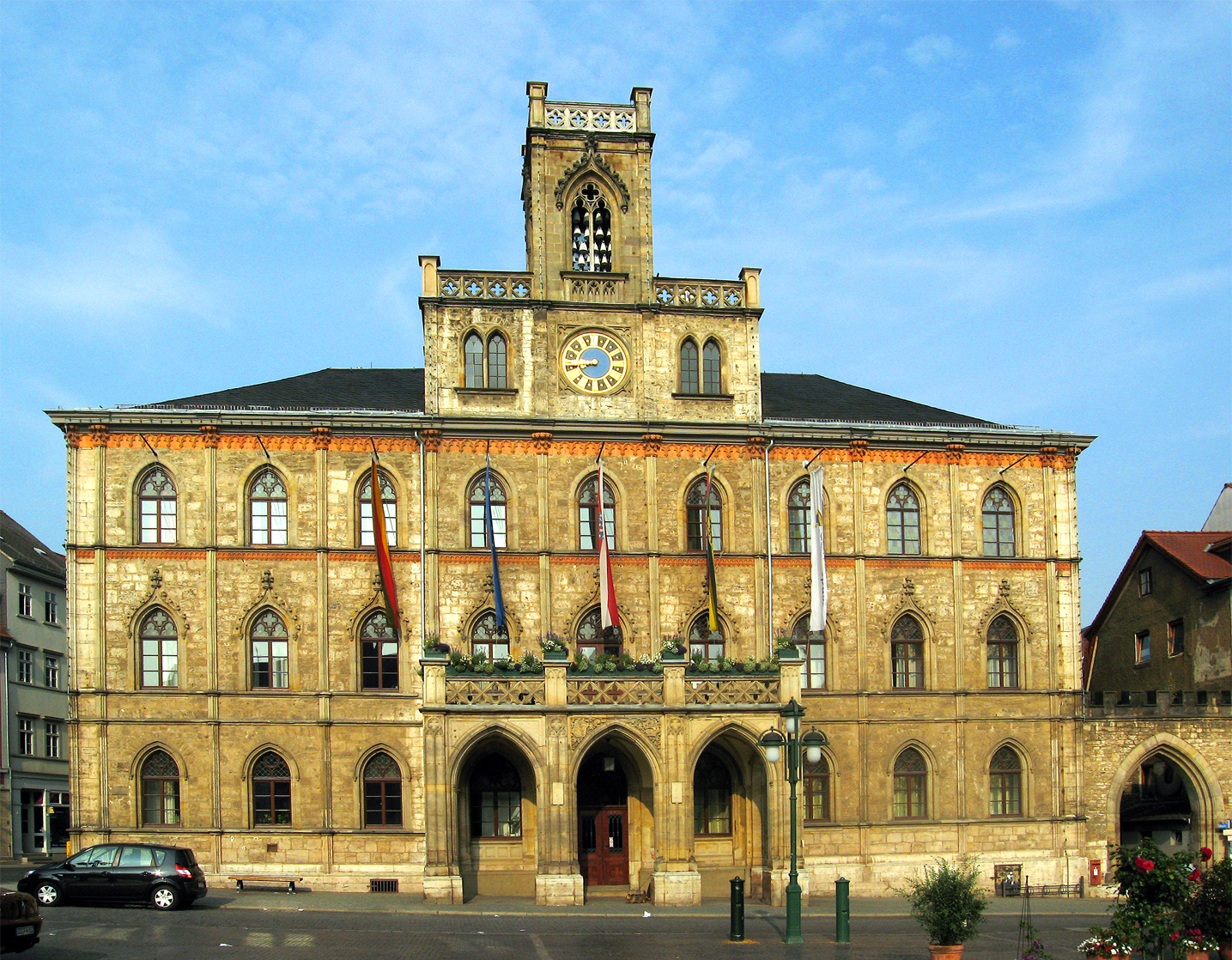
Hôtel de ville
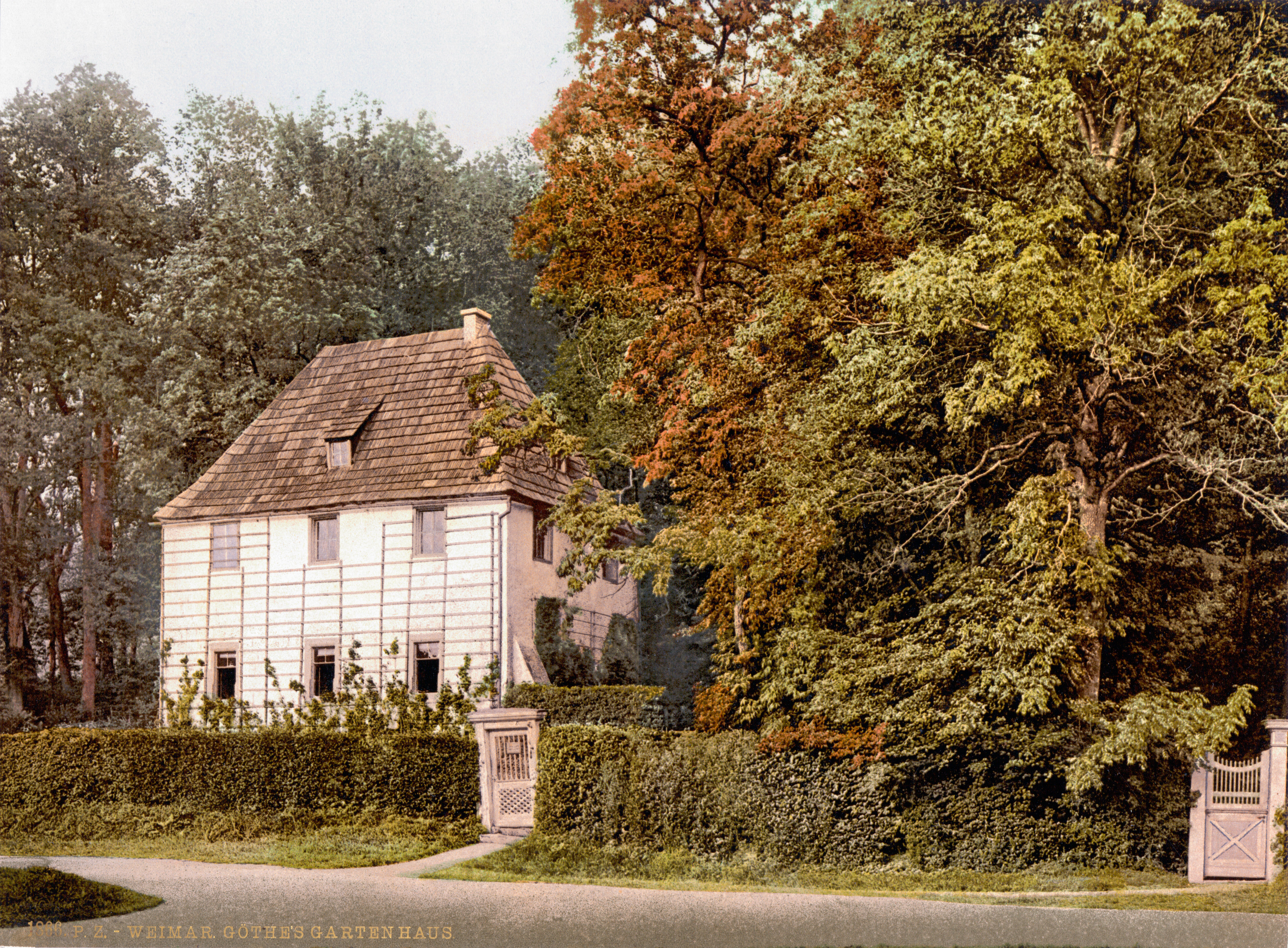
La résidence d'été de Goethe à Weimar

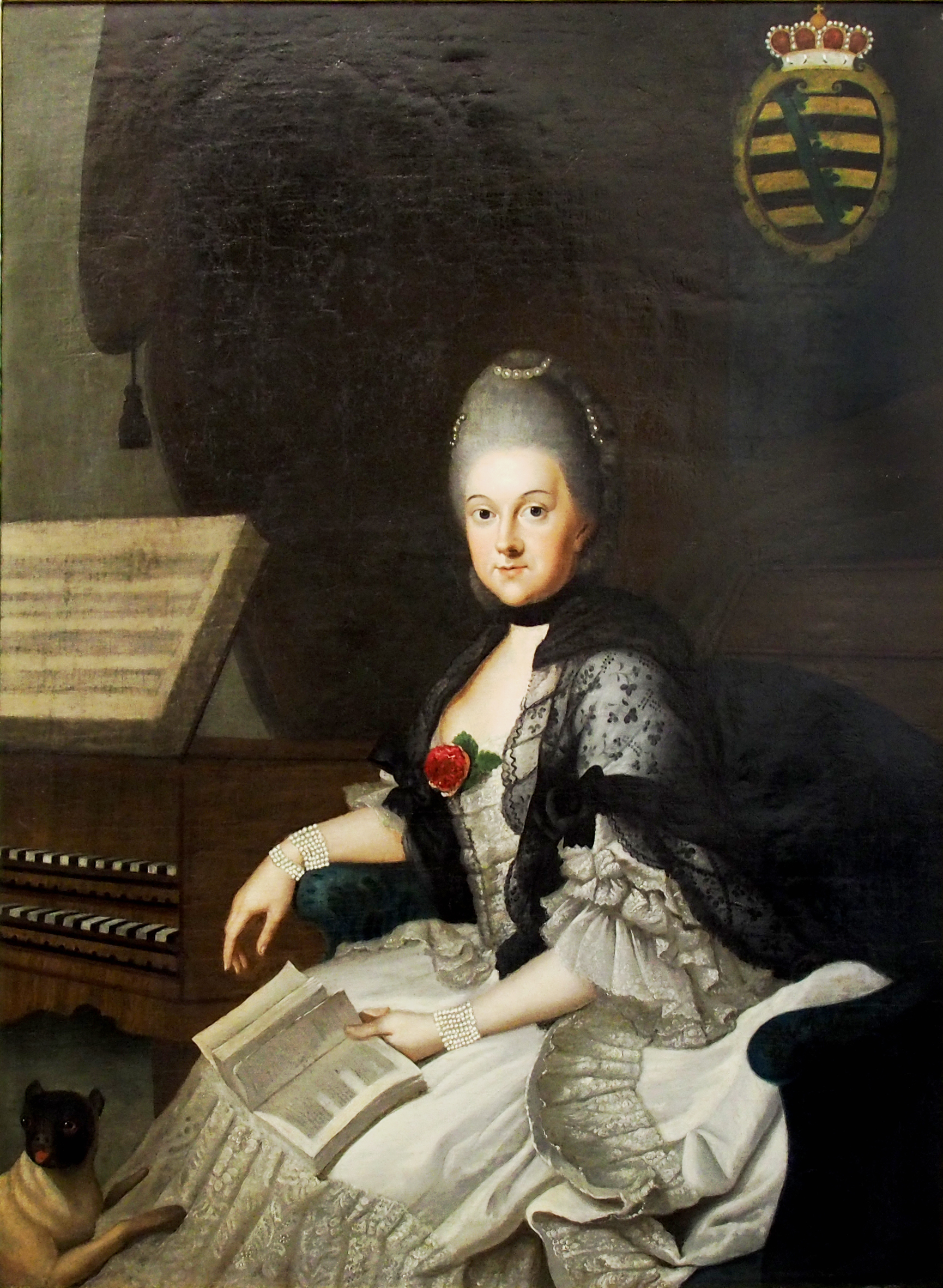
La duchesse Anne-Amélie
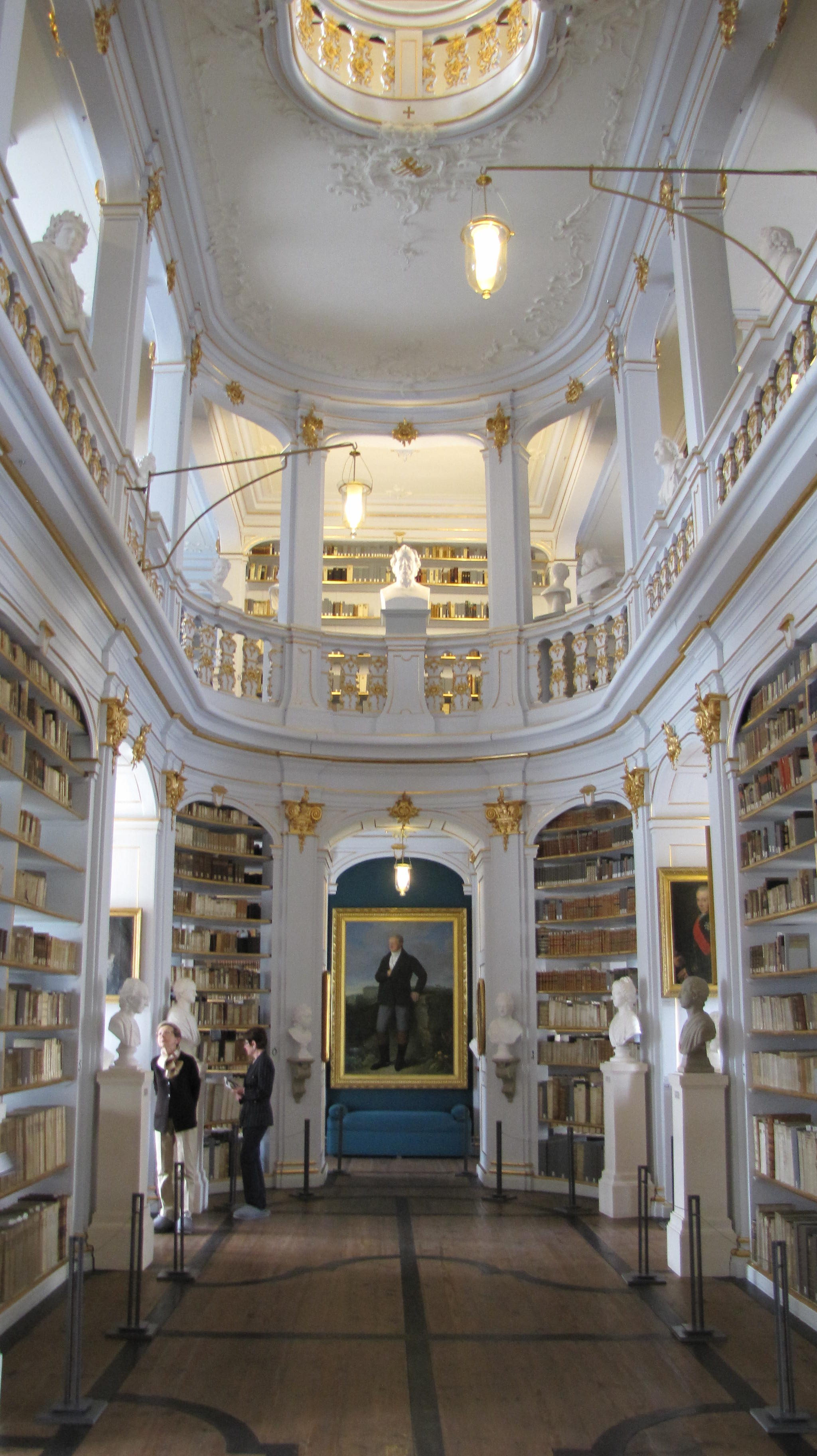
Bibliothèque de la duchesse Anne-Amélie, salle rococo
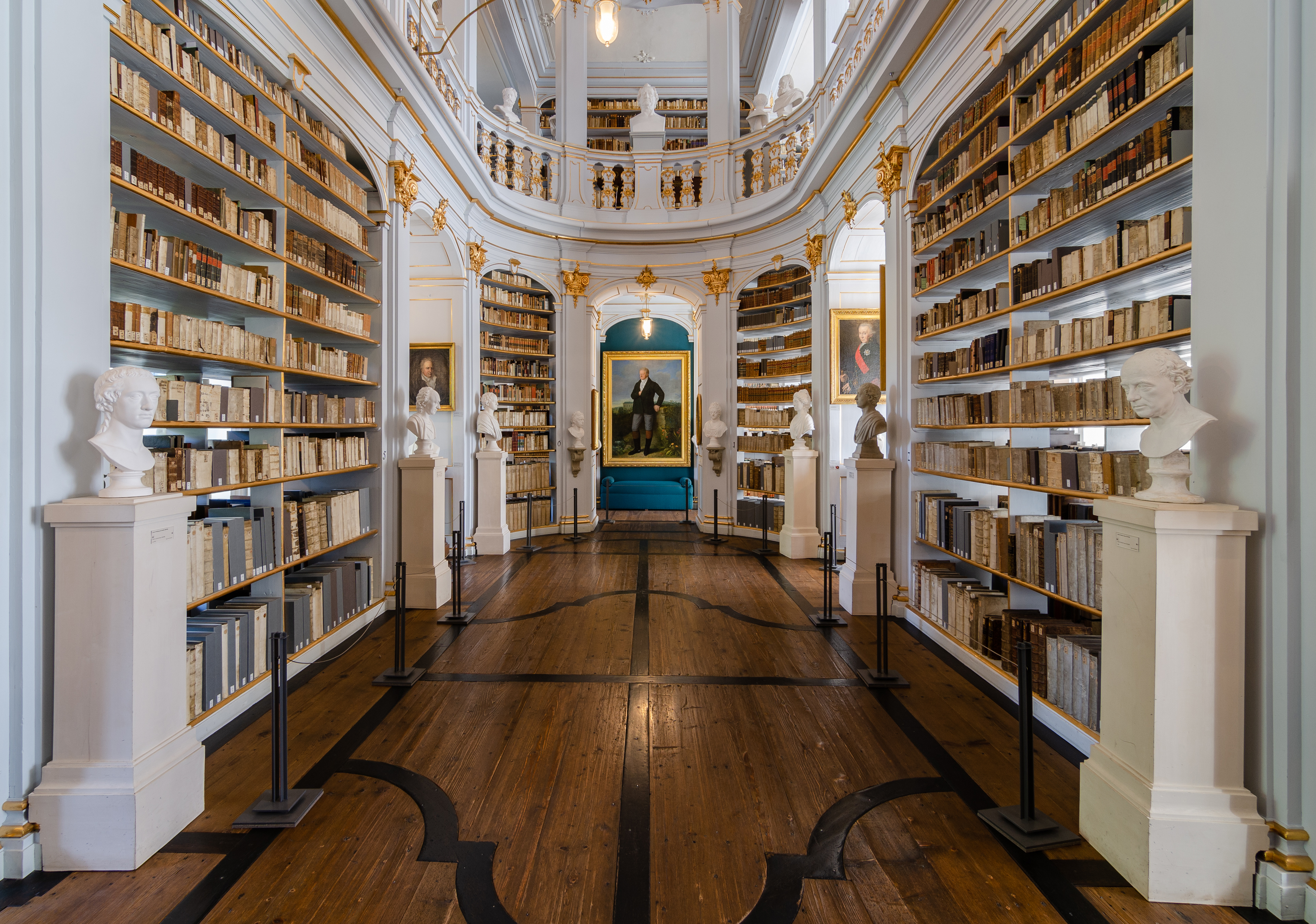
La bibliothèque de la duchesse Anne-Amélie à Weimar.
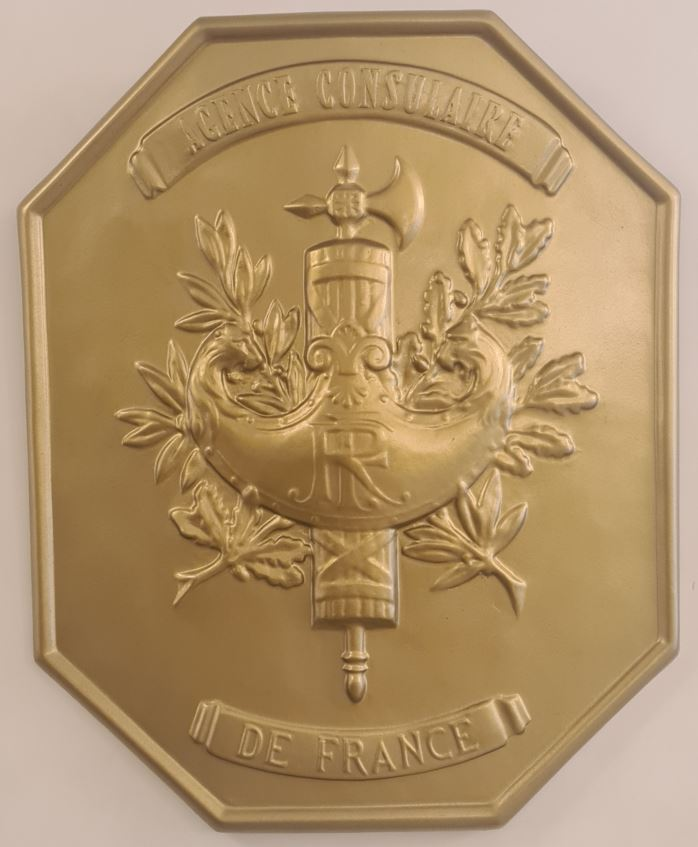
Signer au Consulat honoraire de France à Weimar

## Personnalités liée à la commune

### Personnalités nées dans la localité
- Carl Zeiss (1816-1888), ingénieur-opticien, fondateur de la société Carl Zeiss à Iéna.
- Adolf von Donndorf (1835-1916), sculpteur.
- Hermann Emminghaus (1845-1904), psychiatre.
- Friedrich Schulze (1881-1960), historien.
- Uziel Gal (1923-2002), inventeur du pistolet mitrailleur « Uzi ».
- Herbert Kroemer (1928-2024), physicien allemand et américain, colauréat du prix Nobel de physique 2000.
- Friedrich Baumbach (1935-2025), grand maître international et champion du monde du jeu d'échecs par correspondance.

### Personnalités illustres
- Lucas Cranach l'Ancien (1472-1553), peintre et graveur de la Renaissance allemande, vécut ses dernières années à Weimar.
- Jean-Sébastien Bach (1685-1750), organiste et compositeur allemand, naquit à Eisenach et vécut une grande partie de sa vie en Thuringe (Ohrdruf, Arnstadt, Mühlhausen, et Weimar où il compose la Toccata et Fugue en ré mineur BWV 565, où naissent ses fils Wilhelm Friedemann et Carl Philipp Emanuel, et où il passe un mois en prison).
- Anne-Amélie de Brunswick (1739-1807), duchesse de Saxe-Weimar-Eisenach y est morte.
- Charlotte von Stein (1742-1827), dame de compagnie de la duchesse Anne-Amélie, principalement connue pour sa relation amoureuse avec Goethe, autrice de quatre drames. Elle vécut à Weimar durant la majorité de sa vie.
- Johann Gottfried von Herder (1744-1803), poète, théologien et philosophe allemand, forgea le concept du zeitgeist (« Zeitgeist » en allemand), surintendant à Weimar.
- Johann Wolfgang von Goethe (1749-1832), romancier, dramaturge, poète, théoricien de l'art et homme d'État allemand, vécut la plus grande partie de sa vie à Weimar.
- Johann Christoph Friedrich von Schiller (1759-1805), poète et écrivain allemand, résida à Weimar.
- Caroline von Wolzogen (1763-1847), écrivaine, sœur de Charlotte von Lengefeld.
- Charlotte von Lengefeld, aussi appelée Charlotte von Schiller (1766-1826), romancière, épouse de Friedrich von Schiller.
- Franz Liszt (1811-1886), fut maître de chapelle à Weimar.
- Richard Wagner (1813-1883), séjourna souvent à Eisenach ou à Weimar où il créa Lohengrin.
- Arnold Böcklin (1827-1901), peintre et professeur à l'École des beaux-arts de Weimar de 1860 à 1862
- Friedrich Wilhelm Nietzsche (1844-1900), philologue, philosophe et poète, existence végétative à Weimar jusqu'à sa mort[Quoi ?].
- Alexandre Struys (1852-1941), artiste-peintre belge, fut directeur de l'Académie de Weimar pendant plusieurs années de 1877 à 1882. À son retour, il s'installa à Malines.
- Rudolf Steiner (1861-1925), fondateur de l'anthroposophie, participe à l'édition des œuvres scientifiques de Goethe dans la grande édition de Weimar.
- Henry van de Velde (1863-1957), un des fondateurs de l'Art nouveau belge & acteur majeur du mouvement moderniste, directeur de l'école des arts appliqués (Kunstgewerbeschule) à Weimar, précurseur du Staatliches Bauhaus.

### Directeurs
- Walter Gropius (1883-1969), architecte, designer et urbaniste allemand, naturalisé américain, directeur de 1919-1928.
- Hannes Meyer (1889-1954), architecte et urbaniste suisse directeur de 1928-1930.
- Ludwig Mies van der Rohe, (1886-1969), architecte allemand naturalisé américain, directeur de 1930-1933.

### «Maîtres» et professeurs
- Richard Strauss (1864-1949), maître de chapelle à Weimar.
- Vassily Kandinsky (1866-1944), peintre et théoricien de l’art, maître au Staatliches Bauhaus.
- Lyonel Feininger (1871-1956), peintre expressionniste et caricaturiste germano-américain, maître au Staatliches Bauhaus.
- Paul Klee (1879-1940), peintre, maître au Staatliches Bauhaus.
- Ludwig Hilberseimer (1885-1967), architecte et urbaniste allemand qui a enseigné au Staatliches Bauhaus.
- Jean Arp (1886-1966), peintre, sculpteur et poète allemand puis français, étudia au Staatliches Bauhaus.
- Lothar Schreyer (1886-1969), écrivain, poète, nouvelliste, romancier, essayiste, dramaturge, peintre expressionniste et historien d'art allemand et enseignant de l'art au Staatliches Bauhaus.
- Josef Albers (1888-1976), peintre et enseignant de l'art au Staatliches Bauhaus.
- Johannes Itten (1888-1967), peintre suisse et enseignant au Staatliches Bauhaus.
- Oskar Schlemmer (1888-1943), peintre, décorateur de théâtre et scénographe de ballet allemand et enseignant au Staatliches Bauhaus.
- Gerhard Marcks (1889-1981), sculpteur allemand et enseignant au Staatliches Bauhaus.
- Marianne Brandt (1893-1983), peintre, photographe et designer allemande qui fit partie du Staatliches Bauhaus.
- Christian Dell (1893-1974), orfèvre allemand, professeur et créateur au Staatliches Bauhaus.
- Joost Schmidt (1893-1948), typographe allemand qui a enseigné au Staatliches Bauhaus.
- László Moholy-Nagy (1895-1946), peintre, photographe plasticien et théoricien de la photographie hongrois, naturalisé américain, enseignant au Staatliches Bauhaus.
- Georg Muche (1895-1987), peintre, graveur et architecte allemand qui a enseigné au Staatliches Bauhaus.
- Walter Peterhans (1897-1960), photographe allemand qui a enseigné au Staatliches Bauhaus.
- Gunta Stölzl (1897-1983), tisserande et designer de textiles allemande qui a enseigné au Staatliches Bauhaus.
- Otti Berger (1898-1944), artiste textile et tisserande austro-hongroise, maître au Staatliches Bauhaus.
- Anni Albers (1899-1994), artiste textile américaine d'origine allemande étudie au Staatliches Bauhaus.
- Herbert Bayer (1900-1985), typographe et photographe, mais également designer, peintre, architecte et sculpteur américain d'origine autrichienne suit les cours au Staatliches Bauhaus et y devient enseignant.
- Marcel Breuer (1902-1981), architecte et designer de mobilier austro-hongrois puis américain, élève puis professeur au Staatliches Bauhaus.

## Jumelage
- Hämeenlinna (Finlande) depuis le 6 septembre 1970
- Trèves (Allemagne) depuis le 24 mai 1987
- Sienne (Italie) depuis le 15 avril 1994
- Blois (France) depuis le 18 février 1995
- Chiraz (Iran) depuis 2009[5]
- Zamość (Pologne) depuis le 25 mai 2012